# Symplecta cana
Symplecta cana är en tvåvingeart som först beskrevs av Walker 1848.  Symplecta cana ingår i släktet Symplecta och familjen småharkrankar. Inga underarter finns listade i Catalogue of Life.